# Théâtre Feydeau

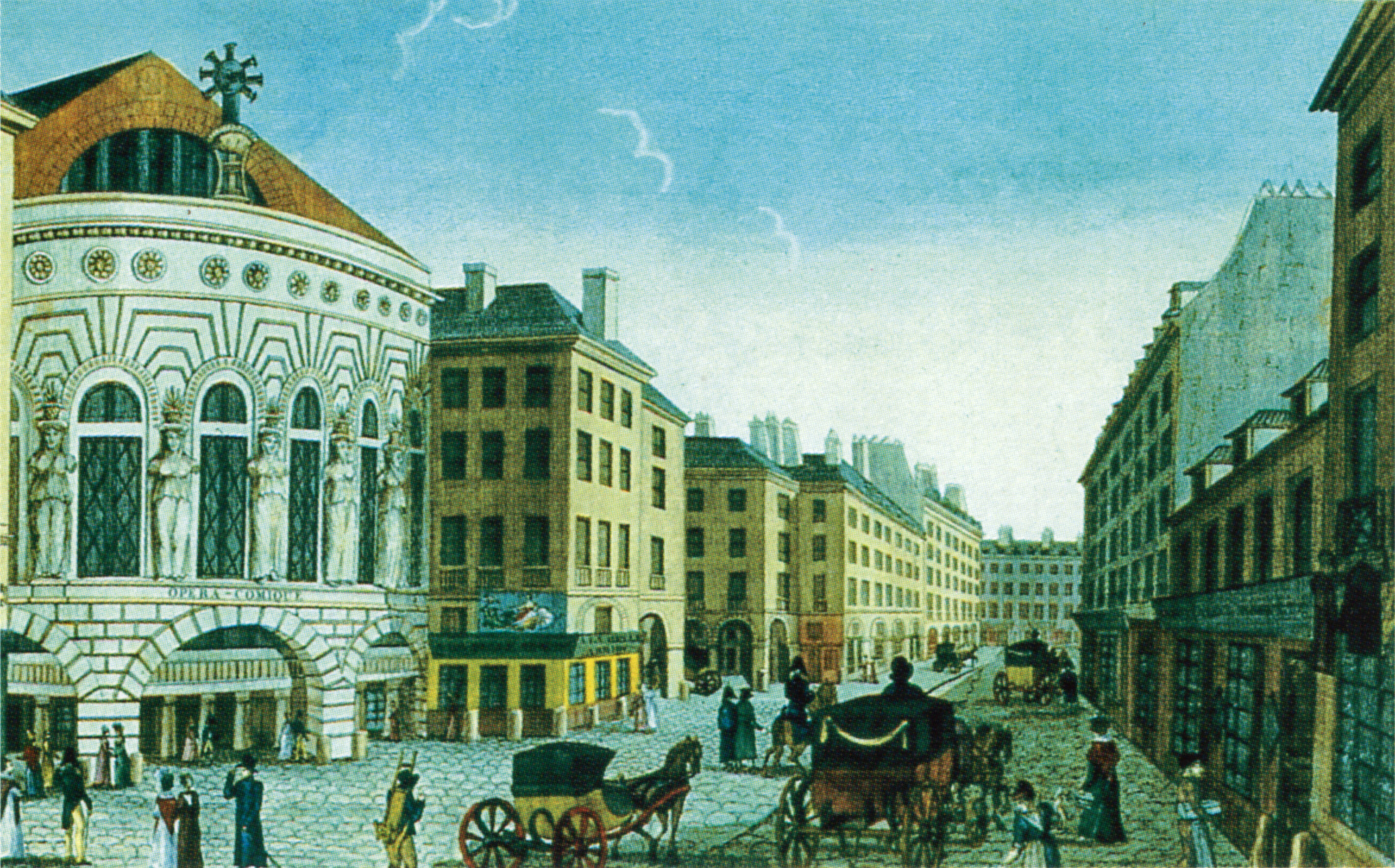
La Salle Feydeau in una stampa di inizio Ottocento

Il théâtre Feydeau è stato un teatro lirico di Parigi, poi demolito, che ha ospitato le prime di varie opere di Cherubini.

## Storia

### Ilthéâtre de Monsieur
Nel 1789 Léonard-Alexis Autié, parrucchiere della regina Maria Antonietta, ed il violinista piemontese Giovanni Battista Viotti ottennero dal re Luigi XVI il privilegio per un teatro che rappresentasse opéras-comiques e vaudevilles francesi, nonché opere buffe italiane. La compagnia, chiamata théâtre de Monsieur in omaggio al protettore del teatro, che era Monsieur, il fratello del re (e futuro Luigi XVIII di Francia), s'installò nella Salle des Machines del palazzo delle Tuileries.

### Alla fiera di Saint-Germain

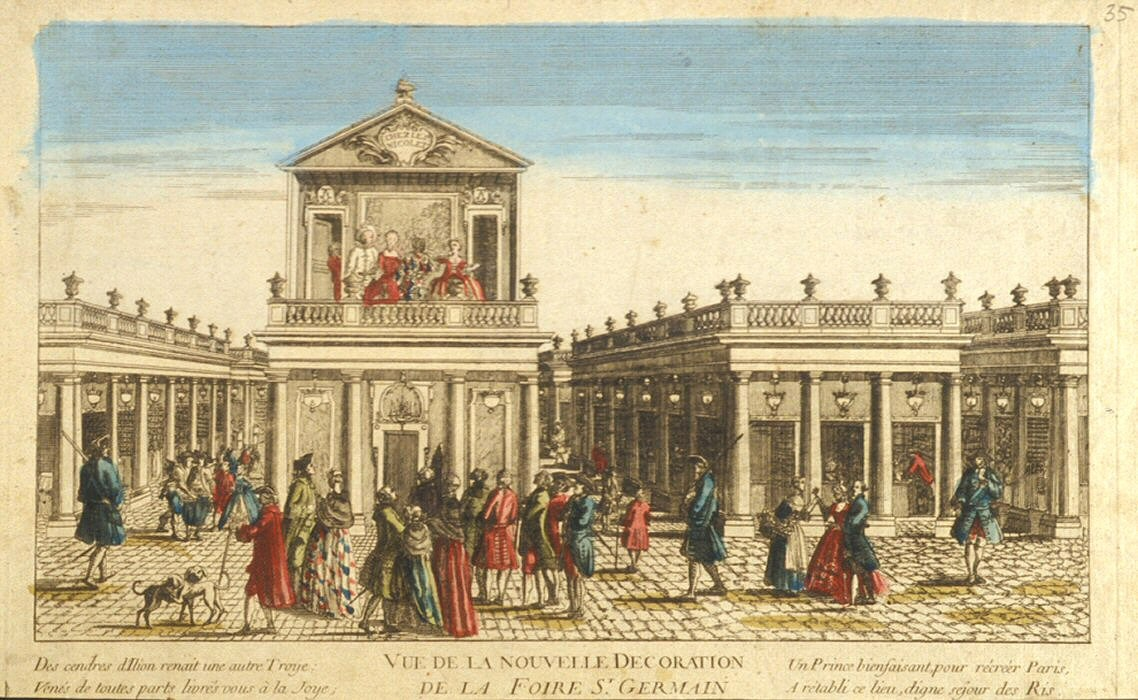
La fiera di Saint-Germain

Il 6 ottobre 1789 Luigi XVI e Maria Antonietta furono costretti dalla folla a trasferirsi da Versailles alle Tuileries. Fu pertanto deciso che il Théâtre de Monsieur doveva essere spostato. Come risarcimento Autié e Viotti si videro offrire i giardini dell'hôtel Briçonnet in rue Feydeau, con la licenza di edificarvi un nuovo teatro.
Mentre veniva costruita la nuova sala, la troupe prese in affitto la Salle des Variétés alla fiera di Saint-Germain, già usata come teatro delle marionette.
L'ultima rappresentazione alle Tuileries ebbe luogo il 23 dicembre 1789, mentre il successivo 10 gennaio venne inaugurata la Salle des Variétés. La compagnia continuò ad esibirsi alla fiera di Saint-Germain fino al 31 dicembre 1790.

### La sala Feydeau

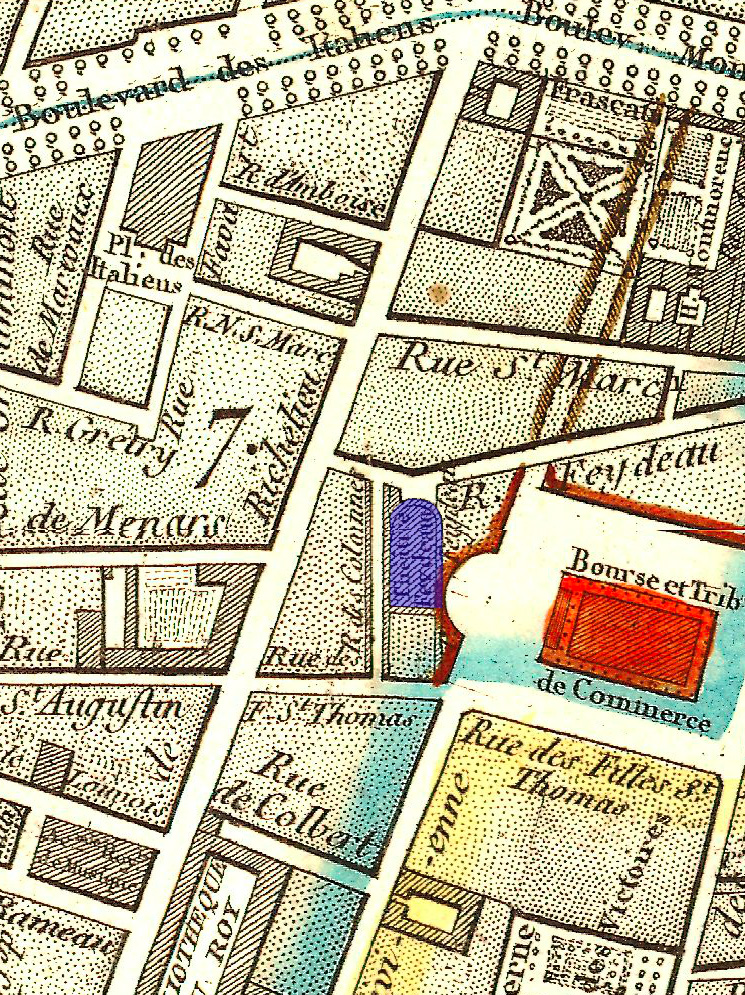
La Salle Feydeau (in blu) in una carta di Parigi del 1814

Il nuovo teatro fu completato in poco più di sei mesi su progetto degli architetti Jacques Legrand e Jacques Molinos e conteneva 1700–1900 spettatori.
L'inaugurazione della nuova sala, che manteneva il nome di théâtre de Monsieur, avvenne il 6 gennaio 1791: per l'occasione venne rappresentata l'opera buffa Fra i due litiganti il terzo gode di Giuseppe Sarti.
Fino al 1791 il repertorio del théâtre de Monsieur era consistito prevalentemente in opere italiane. Tuttavia il 13 gennaio vennero abrogati i privilegi accordati ai vari teatri relativamente a precisi generi musicali. Conseguentemente la compagnia del théâtre de Monsieur era ora libera di rappresentare le opéras comiques francesi in diretta concorrenza con la compagnia dell'Opéra-Comique nella vicina Salle Favart.
In seguito al tentativo di fuga di Luigi XVI ed al suo arresto, la direzione ritenene prudente ribattezzare il teatro Théâtre français et italien de la rue Feydeau e nel giugno dello stesso anno Théâtre français et Opera-buffa.
Il primo lavoro importante in francese fu la Lodoïska di Cherubini. Essa fu seguita da opere di François Devienne, Jean-François Le Sueur e Pierre Gaveaux. In generale, le serate dell'opera si alternavano con quelle di prosa, rappresentate da una distinta compagnia di attori.
L'arresto del re portò alla chiusura del teatro il 10 agosto 1792 ed al ritiro da parte dei suoi fondatori.

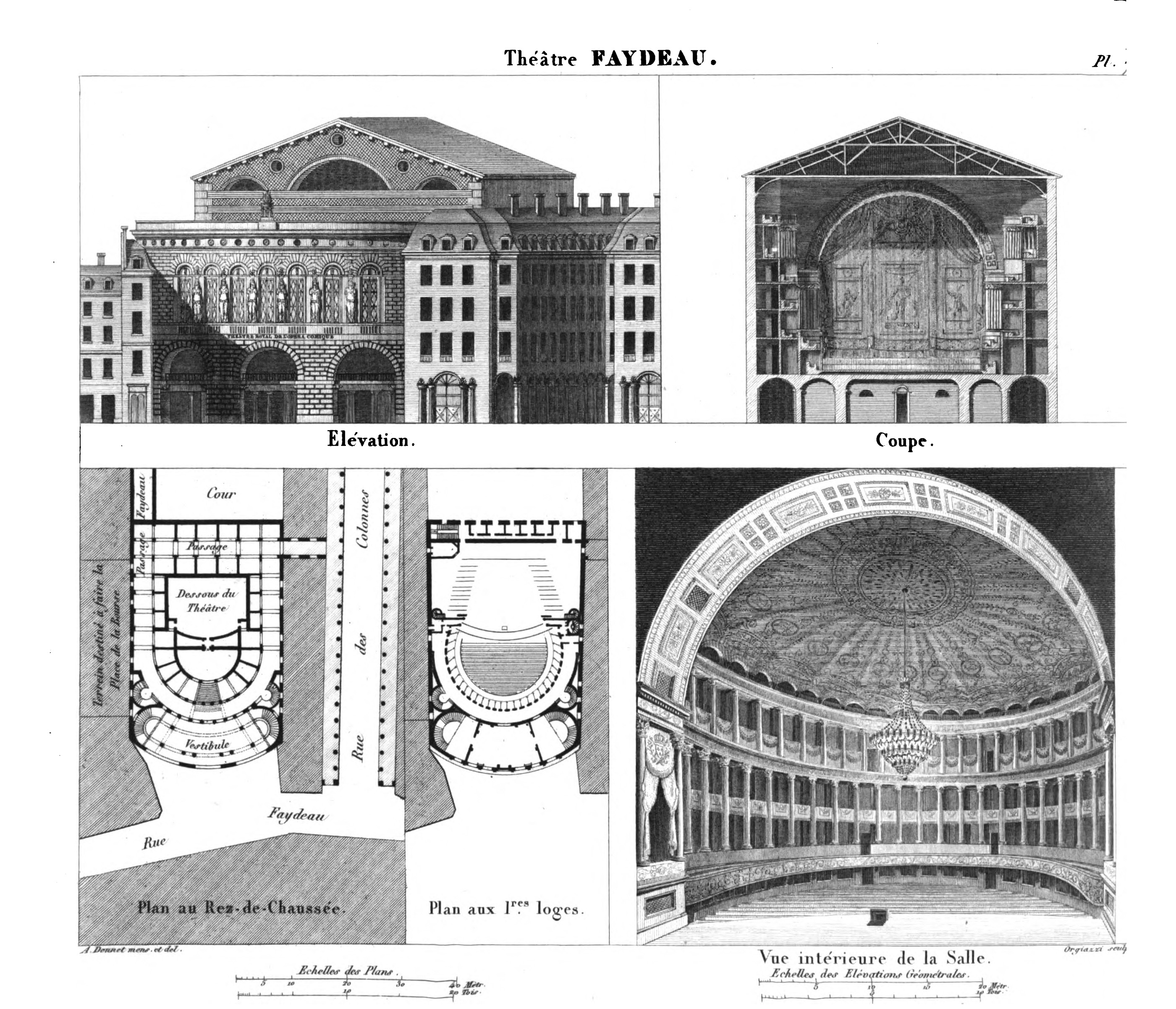
Disegni architettonici del teatro

La sala riaprì solo dopo la Proclamazione della Repubblica. Essa, peraltro, divenne il ritrovo dei reazionari e perciò, come molti teatri durante la Rivoluzione francese (e soprattutto durante il Terrore), fu più volte chiusa dall'autorità.
Nel 1795 ne divenne direttore Sageret e prese il nome di Théâtre français de la rue Feydeau e poi Théâtre lyrique de la rue Feydeau: l'impresa si rivelò tuttavia rovinosa e Sageret si ritirò nel 1799.
Il Théâtre Feydeau chiuse il 12 aprile 1801. Tuttavia, anche l'Opéra-Comique, la grande rivale del Feydeau, fu chiusa il 20 luglio dello stesso anno. Perciò il 16 settembre, su ordine del primo console Napoleone Bonaparte, le due compagnie furono unificate sotto il nome di Théâtre national de l'Opéra-Comique.
Poiché la Salle Favart dell'Opéra-Comique era antiquata e richiedeva una ristrutturazione, la compagnia si esibì nella Salle Feydeau fino al 1829.
In tale anno la sala Feydeau minacciò a sua volta di crollare e perciò fu chiusa e poi demolita. L'  Opéra-Comique si trasferì in una sala di nuova costruzione, la Salle Ventadour e poi, nel 1840 nella nuova salle Favart, completamente ristrutturata.

## Prime
- 1791: Lodoïska di Cherubini (18 luglio 1791)
- 1794: Eliza, ou Le voyage aux glaciers du Mont Saint-Bernard di Cherubini (13 dicembre 1794)
- 1797: Médée di Cherubini (13 marzo 1797)
- 1798: L'hôtellerie portugaise di Cherubini (25 luglio 1798)
- 1800: Les deux journées, ou Le porteur d'eau di Cherubini (16 gennaio 1800)